# Tuukka Mäntylä
Tuukka Matias Mäntylä (Tampere, 25 maggio 1981) è un hockeista su ghiaccio finlandese.

## Palmarès

### Mondiali
- 1 medaglia:
  - 1 argento (Bielorussia 2014)